# Zaid Krouch
Zaid Krouch (27 gennaio 1991) è un calciatore marocchino, centrocampista del Moghreb Tétouan.

## Carriera

### Club
Ha giocato nella massima serie dei campionati marocchino e indiano.